# Morgy Mo' e la gente per bene
Morgy Mo' e la gente per bene è il terzo album in studio del rapper Ape, pubblicato nel 2007, dapprima negli store Vibrarecords poi in tutti i negozi di dischi a partire dal 26 aprile.
L'album, composto da 14 tracce, è incentrato sulle vicende di Morgy Mo, alter ego di Ape, addentro le follie della quotidianità, in un disco che chiude idealmente il percorso iniziato dal rapper con gli album Venticinque e Generazione di sconvolti. L'album è stato pubblicato dalla Vibrarecords e distribuito dalla Saifam. Dal disco sono stati tratti sinora tre singoli: "In caserma", "Mania" e "Zapping".
Numerose le collaborazioni di artisti della scena hip hop italiana, quali Asher Kuno, Sir Bod, Jack the Smoker, Tuno, Zampa, DJ Kamo, Luda, Bassi Maestro, Gasto, Mr. Phil.

## Tracce
1. Gran finale
2. Il problema (feat. Tuno)
3. Zapping
4. In caserma (feat. Vacca)
5. Sogni di malavita
6. Serata da freak
7. Bad Mama
8. Lei
9. Reportage
10. Brutto vizio (feat. Zampa)
11. Politica isterica (feat. Jack the Smoker)
12. Mania (feat. Asher Kuno)
13. Pusher (feat. Sir Bod, DJ Kamo)
14. L'incontro (feat. DJ Kamo)